# Cynopoecilus nigrovittatus
Cynopoecilus nigrovittatus är en fiskart som beskrevs av Costa 2002. Cynopoecilus nigrovittatus ingår i släktet Cynopoecilus och familjen Rivulidae. Inga underarter finns listade i Catalogue of Life.